# Campeonato de Primera División 1922 de la AAmF (Argentina)
El Campeonato de Primera División 1922 de la Asociación Amateurs de Football fue el trigésimo octavo torneo de la Primera División del fútbol argentino y el cuarto torneo organizado por esa entidad disidente.
Comenzó el 9 de abril de 1922 y terminó el 15 de julio de 1923, con un paréntesis entre el 31 de diciembre y el 4 de marzo. Se jugó por el sistema de todos contra todos, a dos ruedas.
Vio ganador al Club Atlético Independiente, que consiguió así su primer título. 

## Ascensos y descensos
| Pos | Equipo ascendido |
| --- | ---------------- |
| 1º  | Palermo          |

| Equipo desafiliado en la temporada 1921 |
| --------------------------------------- |
| General Mitre                           |

## Tabla de posiciones final
| Pos | Equipo                  | Pts | PJ | G  | E  | P  | GF | GC | Dif |
| --- | ----------------------- | --- | -- | -- | -- | -- | -- | -- | --- |
| 1º  | Independiente           | 65  | 40 | 30 | 5  | 5  | 97 | 27 | 70  |
| 2º  | River Plate             | 61  | 40 | 25 | 11 | 4  | 58 | 18 | 40  |
| 3º  | San Lorenzo             | 60  | 40 | 24 | 12 | 4  | 65 | 25 | 40  |
| 4º  | Racing Club             | 57  | 40 | 23 | 11 | 6  | 65 | 30 | 35  |
| 5º  | Gimnasia y Esgrima (LP) | 53  | 40 | 22 | 9  | 9  | 52 | 30 | 22  |
| 6º  | Platense                | 52  | 40 | 20 | 12 | 8  | 56 | 30 | 26  |
| 7   | Vélez Sarsfield         | 42  | 40 | 16 | 10 | 14 | 47 | 43 | 4   |
| 8   | Banfield                | 42  | 40 | 18 | 6  | 16 | 52 | 55 | -3  |
| 9   | Tigre                   | 41  | 40 | 15 | 11 | 14 | 50 | 45 | 5   |
| 10  | Atlanta                 | 39  | 40 | 14 | 11 | 15 | 42 | 40 | 2   |
| 11  | San Isidro              | 35  | 40 | 12 | 11 | 17 | 46 | 51 | -5  |
| 12  | Ferro Carril Oeste      | 35  | 40 | 15 | 5  | 20 | 43 | 53 | -10 |
| 13  | Estudiantil Porteño     | 34  | 40 | 14 | 6  | 20 | 43 | 53 | -10 |
| 14  | Sportivo Almagro        | 34  | 40 | 12 | 10 | 18 | 46 | 58 | -12 |
| 15  | Defensores de Belgrano  | 32  | 40 | 12 | 8  | 20 | 41 | 55 | -14 |
| 16  | Barracas Central        | 31  | 40 | 10 | 11 | 19 | 35 | 53 | -18 |
| 17  | Sportivo Buenos Aires   | 30  | 40 | 10 | 10 | 20 | 42 | 64 | -22 |
| 18  | Lanús                   | 28  | 40 | 10 | 8  | 22 | 47 | 69 | -22 |
| 19  | Estudiantes (BA)        | 27  | 40 | 10 | 7  | 23 | 35 | 61 | -27 |
| 20  | Palermo                 | 21  | 40 | 7  | 7  | 26 | 40 | 85 | -45 |
| 21  | Quilmes                 | 21  | 40 | 8  | 5  | 27 | 25 | 82 | -57 |

|  |                                                                                  |
|  | Campeón                                                                          |
|  | Desafiliado y luego descendido y afiliado a la Asociación Argentina de Football. |

## Goleador
| Jugador              | Jugador       | Goles | Equipo        |
| -------------------- | ------------- | ----- | ------------- |
| Bandera de Argentina | Manuel Seoane | 55    | Independiente |

## Descensos y ascensos
Luego de un largo debate se decidió el descenso de Palermo, luego desafiliado y afiliado a la entidad oficial, la Asociación Argentina de Football, siendo reemplazado por el ascendido Argentino del Sud, para el campeonato de 1923.